# Jorge Ibargüengoitia
Jorge Ibargüengoitia Antillón (Guanajuato, Guanajuato, México, 22 de enero de 1928 - Mejorada del Campo, Madrid, 27 de noviembre de 1983) fue un escritor mexicano cuya obra abarcó diversos géneros como dramaturgia, crítica, novela, cuento y crónica. Actualmente es considerado como uno de los escritores más influyentes en la literatura latinoamericana. Falleció cuando se estrelló el Vuelo 11 de Avianca en 1983 cerca de Madrid, España.

## Biografía
Jorge Ibargüengoitia nació en 1928 en la ciudad de Guanajuato. Su padre, Alejandro Ibargüengoitia Cumming, murió cuando él tenía ocho meses de edad. Su madre, María de la Luz Antillón, se mudó a la Ciudad de México tras enviudar para vivir cerca de su familia, por lo que Ibargüengoitia creció al cuidado de su madre y de las mujeres de su familia materna. Estudió durante su infancia y adolescencia en escuelas administradas por la orden religiosa de los Hermanos Maristas y formó parte de los boy scouts, con quienes en 1947 asistió a la Jamboree (reunión anual de los scouts), que consistió en viajar por Francia, Italia, Suiza e Inglaterra por tres meses. El pintor Manuel Felguérez, quien fuera su amigo y compañero de viaje en aquella ocasión, cuenta que tras considerar aquel viaje "una maravilla", ambos decidieron que debían hacer algo de sus vidas para poder seguir viajando.
Por presión de su familia, entró a la Facultad de Ingeniería de la UNAM en 1945, pero en 1949 abandonó sus estudios. A este respecto escribió: «Crecí entre mujeres que me adoraban. Querían que fuera ingeniero: ellas habían tenido dinero, lo habían perdido y esperaban que yo lo recuperara. [...] Faltándome 2 años para terminar la carrera, decidí abandonarla para dedicarme a escribir. Las mujeres que había en la casa pasaron 15 años lamentando esta decisión [...] Más tarde se acostumbraron». Tras dejar la carrera pasó tres años en Guanajuato, donde su familia tenía un rancho. 
En ese tiempo, Ibargüengoitia conoció a Salvador Novo, quien se encontraba trabajando en la puesta en escena de una obra en el teatro Juárez, en la ciudad de Guanajuato. Vicente Leñero retoma de un artículo publicado en febrero de 1974, donde Ibargüengoitia precisaba el encuentro con el dramaturgo: « [...] al llegar a la casa de su madre [...] encontró en el comedor, de visita, a “un hombre alto, de facciones regulares, calvo, de bigote, con la mirada de gavilán que todavía tenía veintitantos años después”. Su madre se lo presentó. Se llamaba Salvador Novo y había ido a Guanajuato como director de teatro para presentar la obra que acaba de ser gran éxito en Bellas Artes: Rosalba y los Llaveros, de Emilio Carballido».
El encuentro causó tal impresión en Ibargüengoitia, que regresó a la Ciudad de México para inscribirse en la Facultad de Filosofía y Letras de la UNAM, de donde obtuvo el título de Maestro en Letras con especialización en Arte Dramático. Uno de sus maestros fue Rodolfo Usigli, quien lo reconoció como su único alumno verdadero e Ibargüengoitia, a su vez, reconoció la influencia de su maestro en los comienzos de su carrera. 
Al terminar sus estudios, Ibargüengoitia se dedicó a la docencia; obtuvo incluso la cátedra de Usigli, quien lo designó como reemplazo junto a Luisa Josefina Hernández cuando éste se retiró. Comenzó también a recibir becas, incluida una beca Rockefeller para una estancia en Nueva York en 1955, para continuar con su carrera literaria.
Ibargüengoitia se mudó en 1957 junto con su madre y su tía a una casa en Coyoacán, por entonces una zona mal cuidada y de difícil acceso de la Ciudad de México. Conoció a la artista Joy Laville en 1963 o 1964 en una librería en San Miguel de Allende, Guanajuato y se casaron en 1973 tras varios años de relación. Durante unos años vivieron en Coyoacán, hasta que, tras la muerte de la madre de Ibargüengoitia, decidieron viajar por Europa durante un tiempo para finalmente establecerse permanentemente en París en 1980.

## Carrera literaria

### Teatro
Mientras aún era estudiante de arte dramático, en 1953, Ibargüengoitia escribió varias obras de teatro con moderado éxito pero que le auguraban una carrera ascendente en el mundo del teatro, como Susana y los jóvenes, La lucha con el ángel (la cual recibió una mención especial en el concurso latinoamericano de Buenos Aires en 1956), Clotilde en su casa, la comedia infantil El peluquero del rey, Llegó Margó y Ante varias esfinges. Continuó escribiendo obras de teatro, aunque con mucho menos éxito, tras terminar la universidad: en 1959 escribió las comedias El viaje superficial y Pájaro en mano; en 1960 escribió La conspiración vendida por encargo de Salvador Novo (aunque nunca se estrenó, Ibargüengoitia la mandó a un concurso bajo un pseudónimo y con ella ganó el Premio de la Ciudad de México), Los buenos manejos, La fuga de Nicanor, La farsa del valiente Nicolás y Rigoberto entre las ranas, y de 1961 es El amor de Sarita y el profesor Rocafuerte.
Su ya de por sí débil relación con el mundo del teatro al encontrar escaso éxito con sus obras, sufrió un golpe a principios de los años 60 después de que Rodolfo Usigli no lo mencionó en una entrevista con Elena Poniatowska, cuando se le pidió que mencionara a sus alumnos favoritos. Ibargüengoitia tomó muy mal esa omisión, pues estaba seguro de ser uno de los alumnos más destacados de Usigli.
Entre 1961 y 1964, Ibargüengoitia se dedicó a la crítica teatral para la Revista de la Universidad. Sus críticas frecuentemente generaron controversias por atreverse a escribir negativamente sobre autores que se consideraban intocables. Sus últimas reseñas negativas sobre dos obras de Alfonso Reyes causaron tal revuelo en el mundo literario mexicano, que Ibargüengoitia decidió renunciar a la crítica de teatro.
En 1962 publicó su última obra de treatro, El atentado, con la cual ganó el Premio Casa de las Américas.

### Novelas
Ya desde los años 50, Ibargüengoitia había comenzado a investigar y a leer sobre la Revolución mexicana, en especial las autobiografías de muchos de sus protagonistas. Mientras se documentaba para escribir El atentado, a Ibargüengoitia le surgió la idea de escribir una novela sobre Revolución mexicana. De ahí nació Los relámpagos de agosto (1964), una ficción basada en la última fase de la Revolución mexicana y la conformación de la clase político-militar mexicana. En esta novela, que ganó en La Habana (Cuba) el premio Casa de las Américas en 1964, se observa ya el estilo que lo caracterizaría: el uso de la farsa, la parodia y el humor para eliminar la solemnidad y la reverencia con la que se trataba a los héroes de la patria. El escritor y crítico Ítalo Calvino fue uno de los máximos entusiastas de Ibargüengoitia en el jurado que lo premió en la Casa de las Américas.
Vendrían en adelante la colección de cuentos La ley de Herodes (1967), las novelas Maten al león (1969) y Estas ruinas que ves (1975), ganadora del Premio Internacional de Novela México en 1974. 
En 1977 publicó Las Muertas, una ficción basada en las Poquianchis, cuatro hermanas asesinas seriales que se dedicaban a la trata de blancas, y que además asesinaron y sepultaron a varias de sus víctimas en el patio de su casa en San Francisco del Rincón, Guanajuato, a principios de los años 60. Dos crímenes (1979) es una novela sobre un enredo familiar que comienza cuando el protagonista debe huir de la policía y decide refugiarse en la casa de su tío, el hombre más rico de la región, en donde se desatan pasiones e intrigas entre los integrantes de la familia. Su última novela, Los pasos de López, fue publicada en 1982, y es una memoria apócrifa cuyos personajes están basados en Miguel Hidalgo y los participantes de la conspiración de Querétaro de 1810. Estas tres novelas son informalmente llamadas la trilogía del Plan de Abajo, por desarrollarse, aunque en diferentes épocas, dentro de la geografía de esa ficticia entidad federativa parecida a Guanajuato.
Ibargüengoitia murió antes de terminar la que sería su séptima novela, situada según se sabe en la época de Maximiliano I y Carlota de México, y nunca fue publicada.

### Artículos de opinión
En 1969 Ibargüengoitia comenzó a publicar artículos de opinión en el periódico Excélsior a petición de Julio Scherer, entonces director del periódico, y a partir de 1976 lo hizo en las revistas Proceso y Vuelta. Años después de la muerte de Ibargüengoitia, Scherer compiló y publicó todos esos artículos en los libros Autopsias rápidas (1988), Instrucciones para vivir en México (1990), La casa de usted y otros viajes (1991) y ¿Olvida usted su equipaje? (1997).

### Influencias y estilo
Ibargüengoita citó a Evelyn Waugh y Louis-Ferdinand Céline como los autores que más le influyeron.
Es considerado uno de los primeros escritores en "desmitificar los contenidos de la historia de México" y en humanizar a los héroes de la patria que se habían vuelto intocables, por medio del uso de la farsa, la ironía, el humor e incluso lo grotesco. La Independencia de México y la Revolución mexicana eran las etapas que más le interesaban.
Además de los sucesos históricos, Ibargüengoitia a menudo escribía sobre pequeñas anécdotas, detalles y problemas ocurridos en la vida diaria. Su estado natal, Guanajuato, fue escenario de varias de sus historias, aunque casi siempre a través de territorios imaginarios como Cuévano, Plan de Abajo, Muérdago y Pedrones.
A Ibargüengoitia no le gustaba que lo consideraran un simple cómico, ya que se trataba de un escritor serio y riguroso, ordenado y meticuloso. "No me halagan cuando me dicen: ‘Ay, me reí como una loca o un loco al leer su obra”, decía. “Disfrutaba enormemente el largo proceso de escribir y reescribir sus libros. Era un hombre fundamentalmente alegre”, según su esposa Joy Laville.
Sergio Pitol escribió en los apartados del libro El atentado.  Los relámpagos de agosto (2002) sobre la escritura de Ibargüengoitia: «La obra de Ibargüengoitia y su figura se afirmaron plenamente. El vago medio tono cultivado hasta entonces fue desbancado en un instante por la risa, el relajo, la parodia, la invención de situaciones grotescas, delineadas algunas con finura y otras de un humor cuartelario y de brocha gorda. Tengo la impresión de que la importancia del teatro anterior a Ibargüengoitia reside en los procedimientos escénicos que sabiamente supo transplantar a la arquitectura formal de sus novelas [...]».

## Muerte y legado
En 1983, Ibargüengoitia fue invitado por Gabriel García Márquez al Primer Encuentro de Cultura Hispanoamericana en Bogotá, Colombia, al que en un principio se negó a asistir. A último momento decidió hacerlo y abordó el Vuelo 11 de Avianca que cubría el trayecto Charles de GaulleParís - Aeropuerto de Madrid-Barajas Madrid. El avión, un Boeing 747, se estrelló cerca del Aeropuerto de Madrid-Barajas, en Mejorada del Campo, el 27 de noviembre de 1983. Llevaba consigo el borrador de una novela en preparación, el cual se consumió con él. Joy Laville en 1985 para Vuelta escribió: «Jorge  estaba trabajando en una novela que, tentativamente iba a llamarse Isabel cantaba, cuando llegó la invitación para el encuentro de escritores en Colombia». En el mismo vuelo viajaban el poeta y novelista peruano Manuel Scorza, el matrimonio formado por el crítico literario uruguayo Ángel Rama y la crítica de arte argentino-colombiana Marta Traba y la pianista española Rosa Sabater.

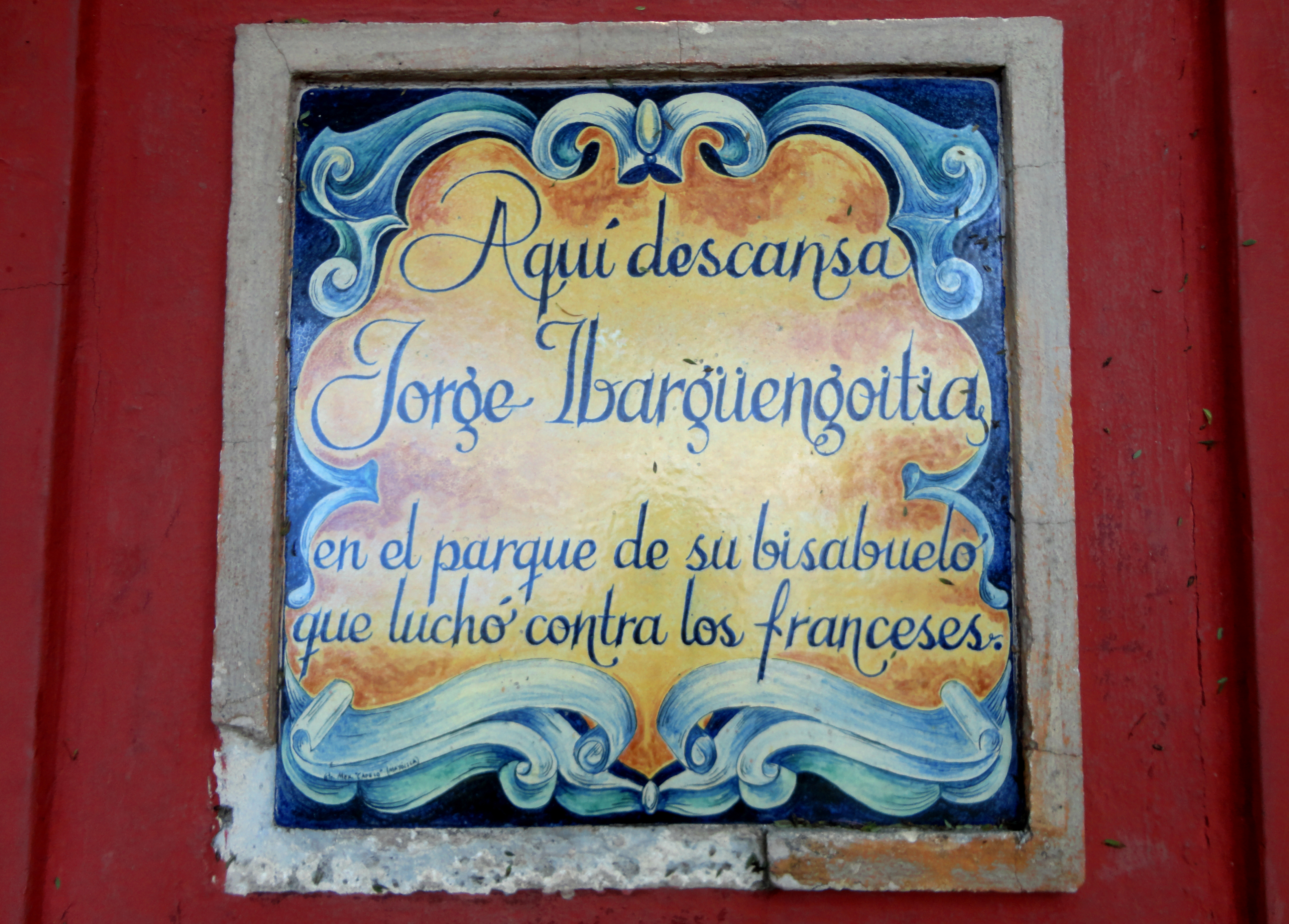
Placa en la tumba de Jorge Ibargüengoitia.

Sus restos descansan en el parque Antillón, en Guanajuato, bajo una placa de cerámica tipo talavera que reza: «Aquí descansa Jorge Ibargüengoitia, en el parque de su bisabuelo, que luchó contra los franceses». El bisabuelo al que se refiere la placa fue el general Florencio Antillón, quien también fuera gobernador del estado de Guanajuato.
De acuerdo con la editorial Joaquín Mortiz, los libros son bien recibidos en librerías y bibliotecas hasta la fecha, además de que en los últimos años ha habido una atención renovada sobre su obra gracias al esfuerzo de escritores y académicos como Juan Villoro y Sergio González Rodríguez. Su archivo personal se encuentra en la Firestone Library de la Universidad de Princeton.
El Instituto Estatal de la Cultura de Guanajuato otorga anualmente el Premio Nacional de Novela Jorge Ibargüengoitia. En 2000 se abrió al público, tras 3 años de gestiones ciudadanas, la primera biblioteca pública (de la Red Nacional que coordina la Secretaría de Cultura de México) con el nombre de Mateo Carrillo, en Apaseo el Alto, Guanajuato.

## Obra

### Teatro
- Susana y los jóvenes (1954) obra también publicada en Teatro mexicano contemporáneo. Madrid: Aguilar (1957)
- La lucha con el Ángel (1955)
- Ante varias esfinges (1959)
- El viaje superficial (1960). Publicada en Revista Mexicana de Literatura, junio-septiembre de 1960
- El atentado (1963)
- La conspiración vendida. México: Novaro (1975)
- Los buenos manejos (1980)
- Obras de Jorge Ibargüengoitia. Teatro I. Contiene: Susana y los jóvenes, Clotilde en su casa y La lucha con el ángel. México: Joaquín Mortiz (1989)
- Obras de Jorge Ibargüengoitia. Teatro II. Contiene: Llegó Margó, Ante varias esfinges y tres piezas en un acto: El loco amor viene, El tesoro perdido y Dos crímenes. México: Joaquín Mortiz (1989)
- Obras de Jorge Ibargüengoitia. Teatro III. Contiene: El viaje superficial, Pájaro en mano, Los buenos manejos, La conspiración vendida y El atentado. México: Joaquín Mortiz (1990)
- Teatro reunido. México: Joaquín Mortiz (2018)

### Ensayos
- Viajes en la América ignota. México: Joaquín Mortiz (1972)
- Sálvese quien pueda. México: Novaro (1975)

### Novelas
- Los relámpagos de agosto. México: Joaquín Mortiz (1965)
- Maten al león. México: Joaquín Mortiz (1969)
- Estas ruinas que ves. México: Novaro (1975)
- Las muertas. México: Joaquín Mortiz (1977)
- Dos crímenes. México: Joaquín Mortiz (1979)
- Los conspiradores. Barcelona: Argos Vergara (1981). Publicada en México como Los pasos de López: Océano (1982)

### Colecciones de cuentos
- La ley de Herodes. México: Joaquín Mortiz (1967)
- Piezas y cuentos para niños. México: Joaquín Mortiz (1990)

### Periodismo
- Autopsias rápidas. Selección de artículos publicados en Excélsior y Vuelta, compilados por Guillermo Sheridan. México: Vuelta (Serie Reflexión) (1988)
- Instrucciones para vivir en México. Selección de artículos publicados en Excélsior (1969-1976), compilados por Guillermo Sheridan. México: Joaquín Mortiz (1990)
- La casa de usted y otros viajes. Selección de artículos publicados en Excélsior (1969-1976) compilados por Guillermo Sheridan. México: Joaquín Mortiz (1991)
- ¿Olvida usted su equipaje? Selección de artículos publicados en Excélsior (1968-1976), compilados por Guillermo Sheridan. México: Joaquín Mortiz (1997)
- Ideas en venta (1997)
- Misterios de la vida diaria (1997)
- El libro de oro del teatro mexicano. Selección de reseñas y comentarios teatrales publicados en la Revista de la Universidad (1961-64), compilados por Luis Mario Moncada. México: El Milagro (1999)
- Revolución en el jardín. Madrid: Reino de Redonda (2008). Prólogo y edición de Juan Villoro.
- Recuerdos de hace un cuarto de hora. Crónicas en primera persona (2013)

### Guiones cinematográficos
- La prueba de la virtud - La víctima, México, El Milagro – Ediciones La Rana – CONACULTA (2007)

### Reediciones
En el marco del 80 aniversario de su nacimiento, diversas editoriales reeditaron algunas de sus obras. Fue el caso del Grupo Planeta, que lanzó la «Biblioteca Jorge Ibargüengoitia»; por su parte, el Fondo de Cultura Económica publicó El niño Triclinio y la bella Dorotea, ilustrado por el caricaturista Magú.
Bajo el título Jorge siempre tiene razón, la Universidad Autónoma de Aguascalientes publicó, en coedición con Algarabía, una síntesis de las citas memorables de Jorge Ibargüengoitia.

### Óperas basadas en sus obras
Serafina y Arcángela, ópera en dos actos de Enrique González-Medina basada en la novela Las muertas.

### Películas basadas en sus obras
- Maten al león (1975), dirigida por José "el perro" Estrada[5]
- Las Poquianchis (1976) dirigida por Felipe Cazals;
- Estas ruinas que ves (1978), dirigida por Julian Pastor[5]
- Maten al león (1991), película para televisión dirigida por Jorge Alí Triana
- Dos crímenes (1993), dirigida por Roberto Sneider[5]

## Premios
- Premio de Teatro Ciudad de México por La conspiración vendida (1960)[23]
- Premio de Teatro de la Casa de las Américas por El atentado (1963)[23]
- Premio de Novela de la Casa de las Américas por Los relámpagos de agosto (1964)[23]
- Premio Internacional de Novela México por Estas ruinas que ves (1975)[23]